# A Cabana do Pai Tomás
Uncle Tom's Cabin; or, Life Among the Lowly, (bra/prt: A Cabana do Pai Tomás) ou A Cabana do Tio Tom (PT) é um romance sobre a escravatura no Estados Unidos da escritora norte-americana Harriet Beecher Stowe. Publicado em 1852, o livro "ajudou a estabelecer as bases para Guerra Civil", segundo Will Kaufman.
Stowe, uma professora do Hartford Female Seminary nascida no estado do Connecticut, e defensora activa do abolicionismo no Estados Unidos, criou a figura do Uncle Tom, um escravo negro, com uma longa história de sofrimento, e cuja vida é o ponto central da história do livro. O romance descreve a realidade da escravatura ao mesmo tempo que afirma que o amor cristão pode superar algo tão destrutivo como a escravidão dos seres humanos.
Uncle Tom's Cabin foi o romance mais vendido do século XIX e o segundo livro deste século, logo a seguir à Bíblia. Crê-se que terá sido um dos pontos de partida para a causa do abolicionismo na década de 1850. No primeiro ano da sua publicação, foram vendidos cerca de 300 000 cópias nos Estados Unidos; um milhão na Grã-Bretanha. Em 1855, três anos depois da primeira publicação, foi chamado "o romance mais popular dos nossos dias". O impacto atribuído ao livro é enorme, reforçado por uma história de quando Abraham Lincoln conheceu Stowe no início da Guerra Civil, e lhe disse: "Então é esta a pequena senhora que deu início a esta grande guerra". A citação não é reconhecida; só apareceu impressa em 1896, e tem sido alvo de discussão: "A longa presença da saudação de Lincoln como uma anedota em estudos literários e estudos sobre Stowe, pode talvez ser explicada em parte pelo desejo entre muitos intelectuais contemporâneos ... de afirmar o papel da literatura como agente de mudança social".
O livro e as peças de teatro nele inspiradas ajudaram a tornar popular vários estereótipos sobre os negros. Destaque-se a afectuosa mammy (mãezinha) negra; o estereótipo pickaninny referente a crianças negras; e o Uncle Tom (pai Tomás), ou o obediente e serviçal sofredor devoto ao seu patrão ou patroa brancos. Em anos mais recentes, as associações negativas a Uncle Tom's Cabin, esconderam, até um certo ponto, o impacto histórico do livro como um "instrumento essencial anti-escravatura".

## Fontes

Gravura de Harriet Beecher Stowe em 1872, baseada numa pintura a óleo de Alonzo Chappel.

## Publicação

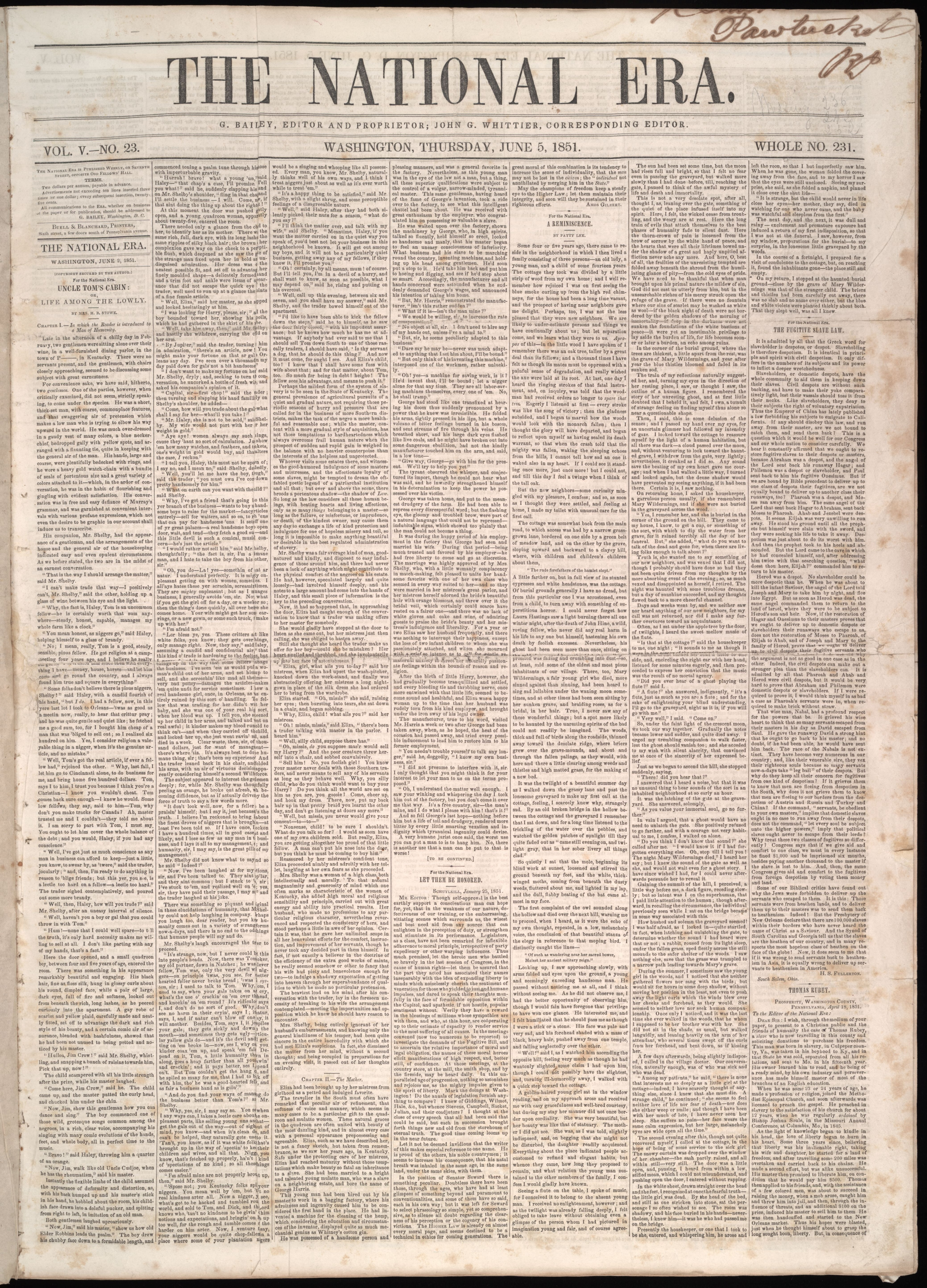
The National Era, 5 de Junho de 1851.

Uncle Tom's Cabin foi publicado pela primeira vez, em forma de série semanal, durante 40 semanas, no The National Era, um jornal abolicionista, a 5 de Junho de 1851. Originalmente, seria uma narrativa curta prevista durar apenas umas semanas. No entanto, Stowe expandiu a história de forma muito significativa, e tornou-se instantaneamente muito popular, de tal forma que, quando ela falhou uma publicação, foram vários os protestos enviados para os escritórios do Era. Devido à popularidade da história, o editor, John P. Jewett, contactou Stowe propondo-lhe que a série passasse para o formato de livro. Enquanto Stowe se questionava sobre se alguém iria ler Uncle Tom's Cabin em livro, acabou por aceder à proposta de Jewett.
Convencida de que o livro seria popular, Jewett decidiu, estranhamente para a época, que ele incluiria seis páginas totalmente ilustradas pelas gravuras de Hammatt Billings na primeira edição. Publicado em livro a 20 de Março de 1852, o romance vendeu 3 000 cópias no primeiro dia, e depressa esgotou a primeira edição. Foram efectuadas mais edições (incluindo uma de luxo em 1853, com 117 ilustrações de Billings).
No primeiro ano da sua publicação, foram vendidas 300 000 cópias de Uncle Tom's Cabin. Contudo, findo o primeiro ano, a "procura estagnou de forma inesperada.... Durante anos não foram impressas mais cópias, e se, como se alega, que Abraham Lincoln elogiou Stowe em 1862 como 'a pequena senhora que escreveu o livro que deu início a esta grande guerra,' o livro não foi impresso durante muitos anos". Jewett saiu do negócio, e só em Novembro de 1862, quando a Ticknor and Fields voltou a publicar o livro, é que a procura tornou a subir.
A história foi traduzida para várias grandes línguas, e nos Estados Unidos tornou-se no segundo livro com mas vendas logo a seguir à Bíblia. Algumas das primeiras edições incluíam uma introdução escrita pelo reverendo James Sherman, um padre congregacional em Londres conhecido pelas suas ideias abolicionistas. Uncle Tom's Cabin também teve sucesso comercial na Grã-Bretanha, onde começou a vender em Maio de 1852, e onde vendeu 200 000 cópias. Em poucos anos estavam em circulação 1,5 milhões de cópias do livro neste país, embora muitas delas violassem os direitos de autor (situação que também ocorreu nos Estados Unidos).

## Enredo

### Eliza foge com o seu filho; Tom é vendido e "levado através do rio"

Ilustração de página completa por Hammatt Billings para Uncle Tom's Cabin: mostra Eliza a dizer ao Uncle Tom que ele foi vendido, e que ela vai fugir para salvar o seu filho (primeira edição: Boston. John P. Jewett and Company, 1852).

O livro começa com um agricultor do Kentucky chamado Arthur Shelby perante a perda da sua quinta por causa de dívidas. Mesmo acreditando que ele e a sua esposa Emily Shelby têm um relacionamento amável com os seus escravos, Shelby decide arranjar o dinheiro necessário vendendo dois deles—Uncle Tom, um homem de meia-idade com mulher e filhos, e Harry, filho da criada de Emily Shelby, Eliza—a um comerciante de escravos. Emily Shelby é contra esta ideia porque tinha prometido à sua criada que o seu filho nunca seria vendido; o filho de Emily, George Shelby, detesta a ideia de ver Tom a ir embora pois olha para ele como seu amigo e mentor.
Quando Eliza escuta o Sr. e a Sra. Shelby a falar sobre os planos para vender Tom e Harry, Eliza decide fugir com o seu filho. A história estabelece que Eliza escolheu assim pois teme perder a sua única criança sobrevivente (já havia perdido dois filhos). Eliza parte nessa mesma noite, deixando um bilhete com um pedido de desculpas à sua patroa.
Tom é vendido e colocado num barco que parte pelo rio Mississippi. A bordo, Tom conhece, e torna-se amigo, de uma rapariga branca de seu nome Eva. O pai de Eva, Augustine St. Clare, compra Tom ao vendedor de escravos e leva-o para a sua casa em Nova Orleães. Tom e Eva dão início a uma amizade mais profunda devido à sua mútua fé cristã.

### A família de Eliza é perseguida; Tom e a sua nova vida com os St. Clare

Ilustração de Tom e Eva por Hammatt Billings para a edição de luxo de Uncle Tom's Cabin.

Durante a fuga de Eliza, ela encontra-se com o seu marido George Harris, que já andava fugido. Ambos decidem tentar chegar ao Canadá. Contudo, são perseguidos por um caçador de escravos chamado Tom Loker. Loker e os seus homens acabam por apanhar Eliza e a sua família, e George dispara contra o caçador. Preocupado com o facto de Loker poder morrer, Eliza convence George a levar o caçador de escravos a uma colónia Quaker ali próxima para procurar ajuda médica.
Entretanto, em Nova Orleãs, St. Clare fala da escravatura com a sua prima do Norte Ophelia a qual, embora seja contra a escravatura, tem preconceitos em relação aos negros. St. Clare, no entanto, acredita não ser tendencioso, apesar de ser um dono de escravos. Tentando mostrar a Ophelia que os pontos de vista dela sobre os negros estão errados, St. Clare compra Topsy, um jovem escravo negro, e pede a Ophelia que o eduque.
Depois de Tom ter vivido com os St. Clares durante dois anos, Eva fica muito doente. Antes de morrer, ela tem uma visão sobre o paraíso, a qual partilha com as pessoas à sua volta. Como resultado da sua morte e e da sua visão, as personagens à sua volta resolvem mudar as suas vidas: Ophelia promete deixar de ter preconceitos em relação aos negros; Topsy diz que ela ficará uma melhor pessoa; e St. Clare compromete-se a libertar Tom.

### Tom é vendido a Simon Legree
No entanto, antes ainda de St. Clare prosseguir com a libertação de Tom, é assassinado à facada junto a uma taberna. A sua esposa, contrariamente à vontade de St. Clare, vende Tom num leilão a um perverso proprietário de uma plantação chamado Simon Legree. Legree (natural do Norte) leva Tom e Emmeline (a qual Legree também comprou na mesma altura) para o Louisiana, onde conhecem os outros escravos.

Ilustração de Hammatt Billings para Uncle Tom's Cabin (primeira edição: Boston. John P. Jewett and Company, 1852). Cassy, outra das escravas de Legree, a tratar de Uncle Tom após este ter sido chcoteado.

Legree começa a odiar Tom quando este se recusa a obedecer à suas ordem de chicotear um outro escravo. Legree bate em Tom brutalmente e decide abandonar a sua crença em Deus. Apesar da crueldade de Legree, Tom recusa deixar de ler a sua Bíblia e de car conforto aos outros escravos o melhor que pode. Na plantação, Tom conhece Cassy, uma escrava de Legree. Cassy tinha sido separada do seu filho e da sua filha quando estes foram vendidos; incapaz de suportar a dor de ver outra criança vendida, decide matar o seu terceiro filho.
Tom Loker reaparece na história. Loker mudou a sua atitude depois de ter sido tratado pelos Quakers. George, Eliza e Harry obtiveram a sua liberdade ao chegar ao Canadá. No Louisiana, Uncle Tom quase sucumbe ao desespero quando a sua fé em Deus é testada pelas dificuldades na plantação. Contudo, ele tem duas visões, uma de Jesus e outra de Eva, o que o ajuda a renovar e reforçar a sua fé cristã, mesmo até à morte. Tom convence Cassy a fugir, o que ela faz, levando Emmeline com ela. Quando Tom se recusa a dizer a Legree para onde Cassy e Emmeline foram, Legree diz aos seus homens para matar Tom. Às portas da morte,Tom perdoa os seus assassinos que o espancaram selvaticamente. Tocados pelo acto do homem que mataram, ambos se convertem ao cristianismo. Pouco depois da morte de Tom, George Shelby (filho de Arthur Shelby) chega para libertar Tom, mas descobre que é tarde demais.

### Final
Na sua viagem de barco para a liberdade, Cassy e Emmeline encontram a irmã de George Harris e acompanham-na até ao Canadá. Cassy descobre que Eliza é a sua filha de quem há muitos anos se encontrava separada, e que tinha sido vendida em pequena. Agora que a sua família se encontra de novo junta, viajam para França e depois para a Libéria, a nação africana criada para receber os antigos escravos americanos. George Shelby regressa à quinta do Kentucky e liberta todos os seus escravos. George diz-lhes que se lembrem do sacrifício de Tom e da sua crença no verdadeiro sentido do Cristianismo.

## Personagens principais

### Uncle Tom

Simon Legree agride Uncle Tom.

Uncle Tom, a figura central da história, era inicialmente identificado como um escravo de personalidade nobre, sofredor e cristão. Mais recentemente, contudo, o seu nome tornou-se um sinónimo de afro-americanos acusados de se "venderem" aos brancos. Stowe pretendia que Tom fosse um "nobre herói" e uma pessoa louvável. Ao longo do livro, longe de se permitir ser explorado, Tom defende abertamente as suas crenças ideais sendo, por mesmo a ser admirado, a contragosto, pelos seus inimigos.

### Eliza
Eliza é uma escrava e dama-de-companhia de Mrs. Shelby que foge para o Norte com o seu filho de cinco anos de idade, Harry, depois de este ser vendido a Mr. Haley. O seu marido, George, acaba por encontrar Eliza e Harry em Ohio e emigra com eles para o Canadá, depois para França e, finalmente, para a Libéria.
A personagem Eliza foi inspirada por uma história contada no Lane Theological Seminary em Cincinnati por John Rankin ao marido de Stowe, Calvin, um professor nessa escola. Segundo Rankin, em Fevereiro de 1838, uma jovem escrava, Eliza Harris, tinha fugido pelo gelado rio Ohio para a cidade de Ripley com a sua criança nos braços tendo ficado na casa dele a caminho do norte.

### Eva

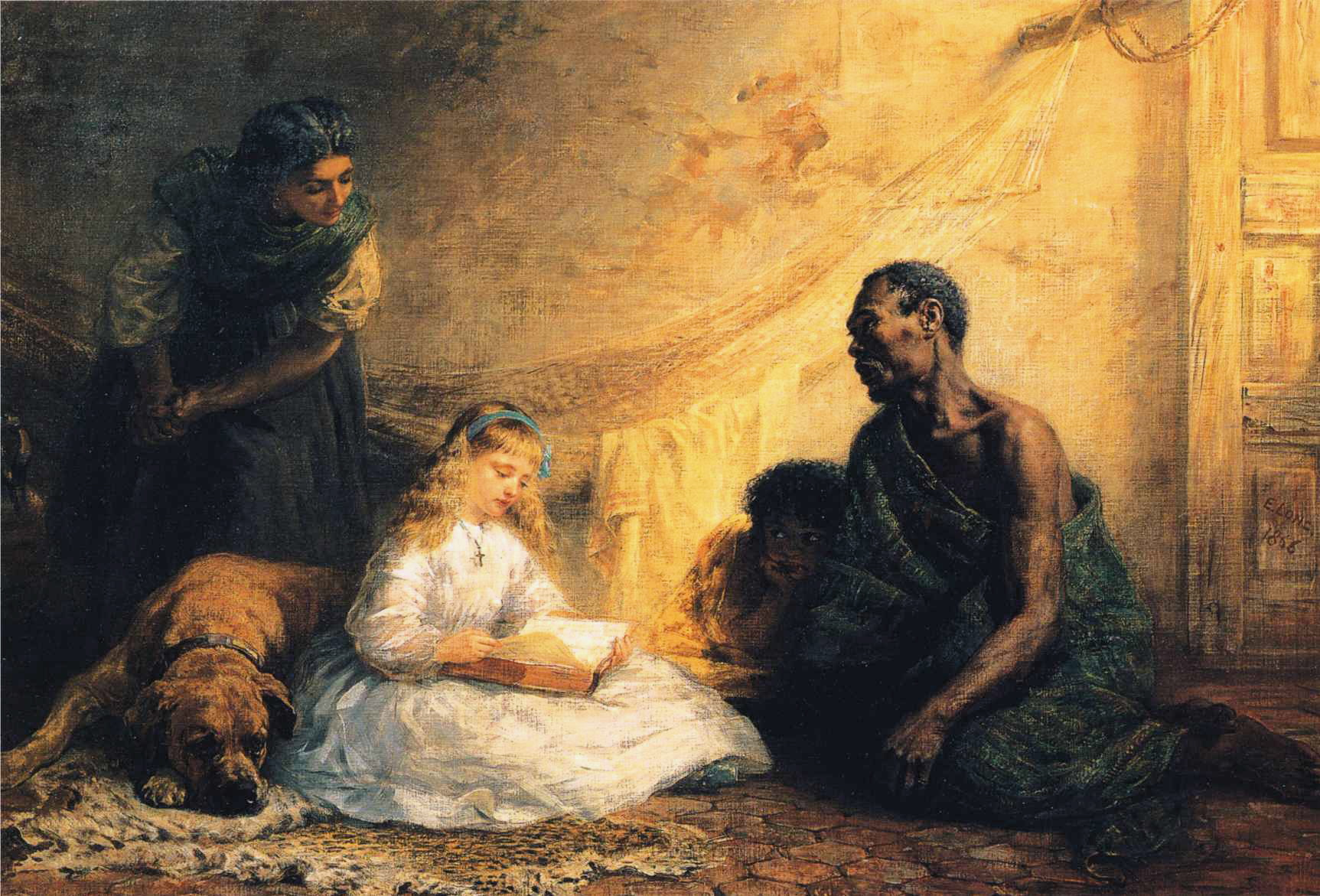
A pequena Eva e o Uncle Tom por Edwin Longsden Long.

Evangeline St. Clare é a filha de Augustine St. Clare. Eva é introduzida na narrativa quando Uncle Tom se encontra em viagem de barco-a-vapor para Nova Orleães para ser vendido, e salva a pequena menina de cinco ou seis anos de idade de morrer afogada. Eva pede ao seu pai que compre Tom, e este acaba por ser o cocheiro principal na casa de St. Clare. Tom passa muito do seu tempo com a angelical Eva. A menina fala muitas vezes sobre o amor e o perdão, e está convencida que a pequena e rebelde escrava Topsy merece amor. Chega mesmo a tocar no íntimo da sua tia Ophelia.
Eva fica muito doente. Antes de morrer, entrega um pedaço do seu cabelo a cada um dos escravos, dizendo-lhes que se devem tornar cristãos para poderem se ver no Paraíso. No seu leito de morte, convence o seu pai a libertar Tom, mas por causa das circunstâncias que se seguiriam, a promessa nunca seria cumprida.
Uma personagem semelhante, também chamada Little Eva, aparecerá mais tarde na história para crianças Little Eva: The Flower of the South de Philip J. Cozans (embora, ironicamente, o conteúdo desta história fosse anti-Tom).

### Simon Legree

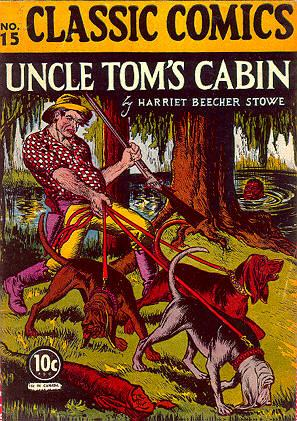
Simon Legree na capa do livro de comédia adaptado de Uncle Tom's Cabin (Classic Comics N.º 15, Novembro de 1943).

Simon Legree é um dono de escravos muito cruel—nascido no Norte—cujo nome se tornou sinónimo de ganância. É o antagonista principal da história. O seu objectivo é desmoralizar Tom e afastá-lo da sua fé religiosa; acaba por dar ordens para chicotear Tom até à morte por não conseguir quebrar a sua fervorosa fé em Deus. A história revela que, quando jovem, abandonou a sua mãe doente e partiu para uma vida no mar, ignorando uma carta onde ela lhe pede para o ver uma última vez antes de morrer. Legree explora sexualmente Cassy, que o despreza, e, mais tarde, passa a abusar de Emmeline.
Não se sabe ao certo se Legree é uma personagem baseada em alguém real. Notícias surgidas depois da década de 1870 mostram que Stowe tinha em mente um rico proprietário de uma plantação de açúcar e algodão chamada Meredith Calhoun, que se tinha instalado no rio Vermelho a norte de Alexandria. No entanto, as características de Calhoun ("muito educado e de modos requintados") não se assemelham à brutalidade e indiferença de Legree. Calhoun até tinha o seu próprio jornal, publicado em Colfax (nome inicial: Calhoun's Landing), o qual mudou de designação para The National Democrat depois da morte de Calhoun. Contudo, os empregados de Calhoun deveriam seguir os mesmos métodos e ideias de violência de Legree.

## Outras personagens
Algumas das outras personagens, secundárias ou menos significativas, são:
- Arthur Shelby – patrão de Tom no Kentucky. Shelby é descrito como um proprietário de escravos "educado" e o estereótipo do cavalheiro sulista.
- Emily Shelby – esposa de Arthur Shelby. É uma mulher muito religiosa que tenta transmitir bondade e ser um influência moral aos seus escravos, e fica chocada quando o seu marido vende os seus escravos a um mercador. Como mulher, não tem qualquer forma legal de for termo à venda pois todos os bens pertencem ao seu marido.
- George Shelby – Filho de Arthur e Emily, que vê Tom como um amigo e perfeito cristão.
- Chloe – Mulher de Tom e mãe dos seus filhos.
- Augustine St. Clare – Terceiro dono de Tom e pai de Eva. St. Clare é complexo, por vezes sarcástico, sempre com uma resposta pronta. Depois de um namoro difícil casa com uma mulher que despreza, embora seja demasiado educado para o mostrar. St. Clare reconhece que a escravatura é algo incorrecto mas não está disposto a desistir da riqueza que isso lhe trás. Após a morte da sua filha, torna-se mais sincero em relação às suas ideias religiosas e começa a ler a Bíblia a Tom. Planeja tomar acções contra a escravatura ao libertar os seus escravos, mas as suas boas intenções acabam por não se materializar.
- Marie St. Clare – Esposa de Augustine, é uma mulher vazia e sem compaixão por aqueles que a rodeiam, incluindo a sua própria família. Presa numa lista infindável de (aparentemente imaginarias) doenças físicas, queixa-se repetidamente da falta de simpatia que recebe. Separou a sua criada pessoal, Mammy, das suas duas filhas porque podiam interferir com as suas tarefas e obrigações. À medida que Marie leva Mammy à exaustão, critica-a por olhar, apenas para a sua própria família. Perante a morte inesperada de Augustine, Marie revoga o processo legal que daria a liberdade a Tom.
- George Harris – Marido de Eliza. Escravo meio-branco, inteligente e esperto, leal à sua família.

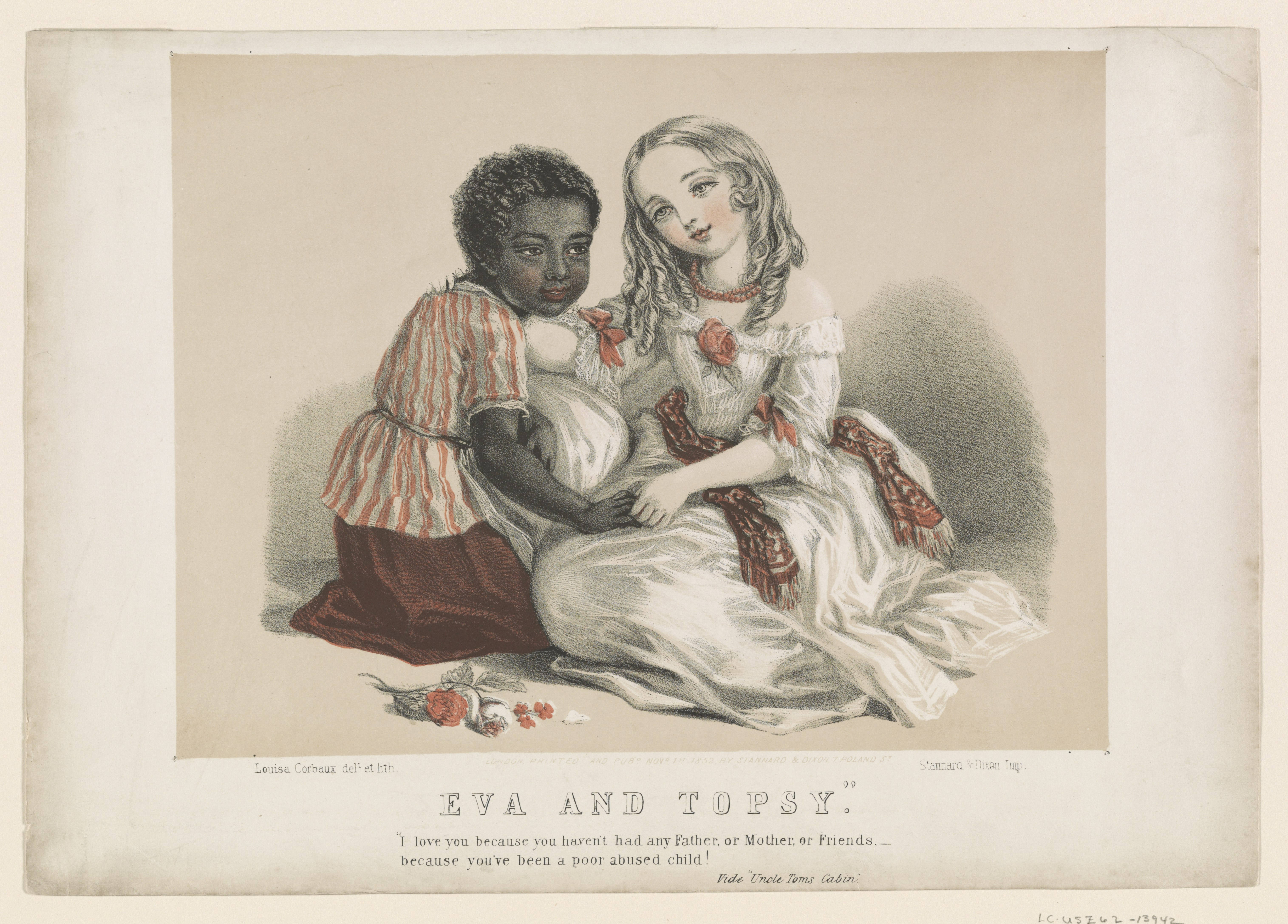
Topsy e Eva, da litógrafa britânica Louise Corbaux (1852).

- Topsy – Uma jovem escrava. Quando lhe perguntam quem é que a concebeu, ela mostra ignorância tanto de Deus como da mãe, dizendo "Acho que nasci. Acho que ninguém me fez". O amor de Eva transforma-a. Durante a primeira metade do século XIX, vários fabricantes de bonecas criaram as figuras de Topsy e outras semelhantes. A frase "nascida como a Topsy" (mais tarde "nascer como a Topsy") passaram para o vocabulário inglês, inicialmente com o significado específico de nascimento não esperado, e mais tarde apenas como enorme crescimento.[34]
- Miss Ophelia – Prima de Augustine St. Clare, natural de Vermot, devota, trabalhadora, abolicionista. Mostra a ambiguidade sentida face aos afro-americanos pelos nortistas na época. É contra a instituição da escravatura, mas, inicialmente, sente repulsa pelos escravos como indivíduos.
- Prue – Uma escrava depressiva que foi obrigada a matar à fome o seu filho. Acaba por se tornar alcoólica, e é espancada e morta por isso.
- Quimbo e Sambo – Escravos de Simon Legree responsáveis pelo funcionamento da plantação. Recebem ordens de Legree para chicotear selvaticamente Tom, mas acabam por se arrepender do que fizeram e Tom, perdoa-os às portas da morte.

## Temas principais da história
Uncle Tom's Cabin é dominado por um único tema: o mal e a imoralidade da escravatura. Embora Stowe fale sobre outros subtemas ao longo da história, como a autoridade moral da maternidade e das possibilidades de redenção oferecida pelo Cristianismo, a autora destaca as ligações entre este assunto e os horrores da escravatura. Por vezes, Stowe altera a voz da história por forma a dar uma "homilia" sobre a natureza destrutiva da escravatura (como quando uma mulher branca no navio-a-vapor que leva Tom mais para sul diz: "A parte mais terrível da escravidão, em minha opinião, é o ultraje de sentimentos e afectos—a separação de familiares, por exemplo".). Uma das formas como Stowe mostrou o mal da escravatura foi como esta "peculiar instituição separa à força familiares uns dos outros. Um dos subtemas presentes na história é a moderação, a sobriedade. Stowe apresenta-o de uma maneira subtil e, em alguns casos, integra-o em eventos que ajudam a apoiar o tema dominante. Um exemplo disto é quando Augustine St. Clare é morto: ao tentar parar uma discussão entre dois homens bêbedos num café, é esfaqueado. Outro exemplo, é a morte da mulher escrava, Prue, que foi chicoteada até à morte por se encontrar constantemente alcoolizada; no entanto, as razões porque o fazia tinham a ver com a perda do seu bebé. No início do romance, o destino de Eliza e do seu filho são tema de discussão entre os donos dos escravos enquanto estes bebem vinho. Considerando que Stowe pretendia que este fosse um subtema, esta cena pode adivinhar situações futuras em que o álcool é o principal culpado para fins trágicos.

"Os fugitivos estão a salvo num país livre". Ilustração de Hammatt Billings para Uncle Tom's Cabin, primeira edição. A image mostra George Harris, Eliza, Harry e Mrs. Smyth depois da sua fuga para a liberdade.

Stowe via a maternidade como o "modelo ético e estrutural para toda a vida americana" e também acreditava que apenas as mulheres tinham a autoridade moral para salvaros Estados Unidos do demónio que era a escravatura. Por isso, outro dos temas de Uncle Tom's Cabin é o poder moral e a santidade das mulheres. Através de personagens como Eliza, que foge para salvar o seu jovem filho (e que acaba por se reunir com toda a família), ou Eva, que é vista como "a cristã ideal", Stowe mostra ao leitor como ela acreditava que as mulheres podiam salvar todos aqueles à sua volta mesmo das piores injustiças. Enquanto críticos posteriores tenham salientado que as personagens femininas de Stowe são quase sempre o cliché das donas-de-casa, em vez de mulheres com ocupações mais variadas, a história de Stowe "reafirma a importância da influência das mulheres" e ajuda a construir o caminho para os direitos da mulher nas décadas seguintes.
As crenças religiosas puritanas de Stowe surgem no final da história—a exploração da natureza do Cristianismo e como ela pensa que a teologia cristã é fundamentalmente incompatível com a escravatura. Este tema é mais evidente quando Tom insiste com St. Clare para que "olhe para Jesus" após a morte da morte da sua amada filha. Depois da morte de Tom, George Shelby elogia Tom dizendo: "O que é ser cristão!" Como os temas cristãos têm um papel muito abrangente em Uncle Tom's Cabin—e por causa do uso frequente que Stowe faz de interjeições sobre religião e fé—a história toma frequentemente a "forma de sermão".

## Estilo

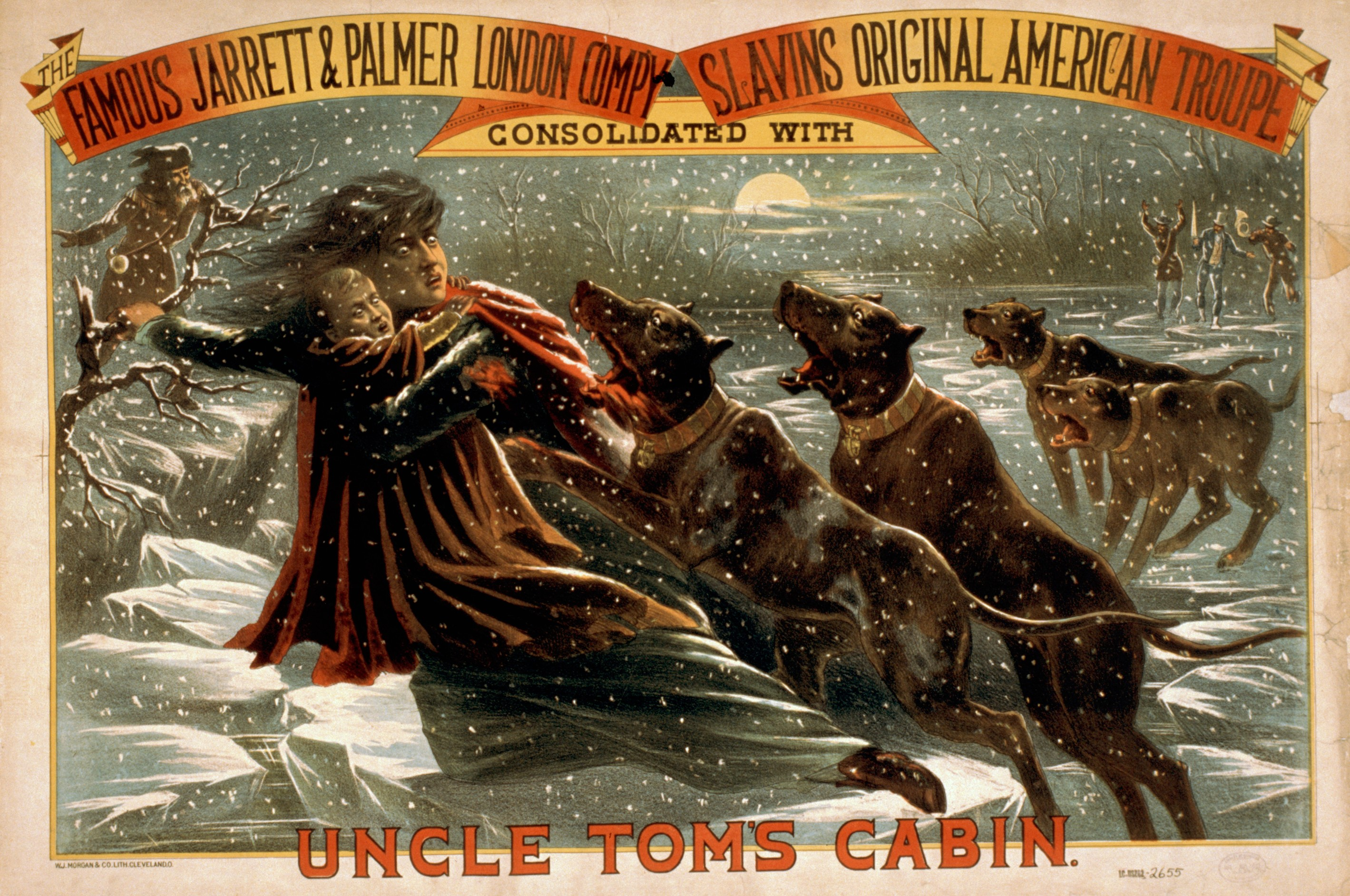
Eliza atravessando o rio gelado, num cartaz de teatro de 1881.

Uncle Tom's Cabin está escrito no estilo sentimental e melodramático comum nos romances do século XIX e da ficção doméstica (também designada por ficção para mulheres). Estes géneros eram os mais populares na época de Stowe, havia a tendência para ter personagens principais femininas e um estilo de escrita que tocava nas emoções e na simpatia dos leitores. Embora o romance de Stowe seja diferente de outros sentimentais ao focar-se num tema de grande peso como a escravatura, e por ter um homem como figura central, da mesma forma ela tenta criar um ambiente de grandes sentimentos nos seus leitores.O poder deste tipo de escrita pode ser observado na reacção dos leitores contemporâneos. Georgiana May, uma amiga de Stowe, escreveu uma carta à autora onde dizia: "Fiquei acordada ontem à noite até muito depois da uma da manhã a ler e a terminar Uncle Tom's Cabin. Não conseguia deixá-lo tal como não podia deixar uma criança morrendo". Outro leitor estava tão obcecado pelo livro que chegou a pensar mudar o nome da sua filha para Eva. A morte da pequena Eva afectou muitas pessoas naquele tempo pois, em 1852, 300 bebés do sexo feminino tinham recebido aquele nome.
Apesar desta reacção positiva dos leitores, durante décadas os críticos literários subvalorizaram o estilo encontrado em Uncle Tom's Cabin e outros romances sentimentais porque estes livros eram escritos por mulheres e, por isso, eram influenciados pelas "emoções instáveis das mulheres". Um dos críticos disse que se a história não fosse sobre a escravatura, "teria sido mais um romance sentimental", enquanto outro descreve o livro como "principalmente uma peça derivada de um trabalho retalhado". Em The Literary History of the United States, George F. Whicher chamou Uncle Tom's Cabin de "ficção de escola Dominical", cheio de "melodrama, humor e pathos".
No entanto, em 1985, Jane Tompkins expressou uma visão diferente de Uncle Tom's Cabin no seu livro In Sensational Designs: The Cultural Work of American Fiction. Tompkins elogia o estilo que tantos outros críticos subvalorizaram, escrevendo que os romances sentimentais mostraram como é que as emoções das mulheres tinham o poder para mudar o mundo para melhor. Mas acrescenta que os romances domésticos populares do século XIX, incluindo Uncle Tom's Cabin, eram notáveis pela sua "complexidade intelectual, amição e desenvoltura"; e que Uncle Tom's Cabin transmite uma "crítica da sociedade americana mais devastadora do que qualquer outra feita por críticos mais conhecidos como Hawthorne e Melville".
Este ponto de vista permanece assunto de muitas discussões. Em 2001, o académico Richard Posner aponta Uncle Tom's Cabin como parte integrante de uma lista de trabalhos canónicos que surgem quando são impostos critérios políticos à literatura.

### Reacção mundial e contemporânea
Uncle Tom's Cabin indignou as pessoas do Sul dos Estados Unidos.
O famoso escritor sulista William Gilmore Simms declarou que a história era totalmente falsa, enquanto outros disseram que o romance era criminoso e calunioso. As reacções tomaram diversas formas desde um livreiro de Mobile, Alabama, forçado a deixar a sua cidade para ir vender o livro, a cartas ameaçadoras enviadas a Stowe (incluindo um pacote contendo a orelha decepada de um escravo). Muitos escritores sulistas, como Simms, escreveram os seus próprios livros com versões opostas à de Stowe.
Alguns críticos salientaram o pouco conhecimento de Stowe em relação à vida sulista, o que, segundo eles, deu origem a descrições distorcidas da região. Por exemplo, ela nunca visitou uma plantação do Sul. Contudo, Stowe sempre disse que criou as personagens do seu livro em histórias que lhe foram contadas por escravos em fuga em Cincinnati. Sabe-se que "ela assistiu a vários incidentes em primeira-mão que a levaram a escrever [o] famoso romance anti-escravatura. Cenas que ela observou no rio Ohio, incluindo ver um marido e a sua esposa a serem vendidos separadamente, tal como entrevistas em jornais e revistas, contribuíram para o conteúdo da história".

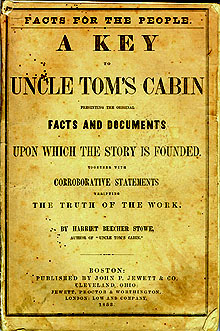
A Key to Uncle Tom's Cabin, capa da primeira edição, 1853.

Em resposta a estas críticas, em 1853 Stowe publicou A Key to Uncle Tom's Cabin, uma tentativa de documentar a veracidade do retrato da escravatura da sua história. Neste livro, Stowe fala de cada uma das personagens principais de Uncle Tom's Cabin e cita "casos da vida real" semelhantes a elas, ao mesmo tempo que disfere "ataques mais agressivos à escravatura no Sul do que o próprio romance faz". Tal como a história do livro original, A Key to Uncle Tom's Cabin foi um best-seller. No entanto, embora Stowe apresente as fontes consultadas para elaborar A Key to Uncle Tom's Cabin, muitos dos trabalhos por ela citados só foram lidos após a publicação do seu romance. Grande parte de Key é composta pelas críticas de Stowe ao sistema legal que apoiava a escravatura e licenciava os maus-tratos dos proprietários aos seus escravos. Assim, Stowe pôs mais do que a escravatura em causa; ela põe em causa a própria lei. Esta questão continuou um dos temas fortes de Uncle Tom's Cabin—a sombra da lei pairou sobre a instituição da escravatura e permitiu que os donos mal-tratassem os escravos e depois conseguissem evitar os julgamentos dos seus actos. Em alguns casos, como Stowe refere, até evitou que alguns proprietários mais educados e generosos libertassem os seus escravos.
Apesar de todas as críticas, o romance conseguiu atrair a imaginação de muitos americanos. De acordo com o filho de Stowe, quando Abraham Lincoln se encontrou com ela em 1862, Lincoln comentou: "Então é esta a pequena senhora que deu início a esta grande guerra". Entre os historiadores, a existência desta alegada frase de Lincoln não é consensual, e numa carta escrita por Stowe ao seu marido poucas horas depois de se ter encontrado com Lincoln, não é feita qualquer referência ao comentário. Desde então, muitos escritores são da opinião que este romance deu origem à fúria dos cidadãos do Norte face às injustiças da escravatura e à Lei do Escravo Fugitivo, e ajudou à criação do movimento abolicionista. O político e general da União James Baird Weaver disse que o livro o convenceu a tornar-se activo no movimento abolicionista.
Uncle Tom's Cabin também teve bastante impacto no Reino Unido. A primeira edição londrina surgiu em Maio de 1852 e vendeu 200 000 cópias. Algum deste interesse teve a ver com a antipatia britânica face aos Estados Unidos. Como explicou um proeminente escritor: "As paixões negativas com Uncle Tom verificados na Inglaterra não tinham a ver com ódio ou vingança [pela escravatura], mas sim com inveja e vaidade nacionais. Há muito tempo que estamos irritados com o pretensiosismo da América—estamos fartos de os ouvir gritar que são o país mais livre e iluminado que o mundo já viu. Os nossos párocos detestam o seu sistema—os nossos Tories detestam os seus democratas—os nossos Whigs odeiam os parvenus—os nossos Radicais não podem ver os seus iluminados, a sua insolência e a sua ambição. Todos os partidos elogiam a Sra. Stowe como uma revoltosa perante o inimigo". Charles Francis Adams, ministro americano para o Reino Unido durante a guerra, referiu mais tarde que "Uncle Tom's Cabin; ou Life among the Lowly, publicado em 1852, teve um efeito, muito devido a circunstâncias fortuitas, mais imediato, considerável e dramático mundial, maior que qualquer outro livro alguma vez impresso".
Uma edição francesa, traduzida por M. L. Carion (ou por [Anne-]Louise Swanton-Belloc? (1796–1881)), surgiu em 1853 publicada em Cambrai e em Paris. Em 1857, o romance já tinha sido traduzido em 20 línguas, incluindo duas traduções independentes para esloveno um ano após a sua publicação original, dando origem ao diálogo então interrompido entre os autores americanos e os tradutores e leitores eslovenos. Mais tarde, seria traduzido para quase todas as línguas, incluindo o chinês (sendo Lin Shu a realizar a primeira tradução chinesa de um romance americano em 1901) e o amárico (com a tradução de 1930 feita para apoiar os esforços etíopes para pôr fim ao sofrimento dos negros naquela nação). O livro foi de tal maneira lido mundialmente que Sigmund Freud referiu que vários pacientes com tendências sado-masoquistas teriam sido influenciados pela leitura dos chicoteamentos dos escravos emUncle Tom's Cabin.

### Crítica e significado literário
Sendo o primeiro romance de natureza política mais lido nos Estados Unidos, Uncle Tom's Cabin influenciou de forma significativa não apenas a literatura americana, mas também a literatura de protesto em geral. Outros exemplos que devem muito ao livro de Stowes são The Jungle de Upton Sinclair e Silent Spring de Rachel Carson.

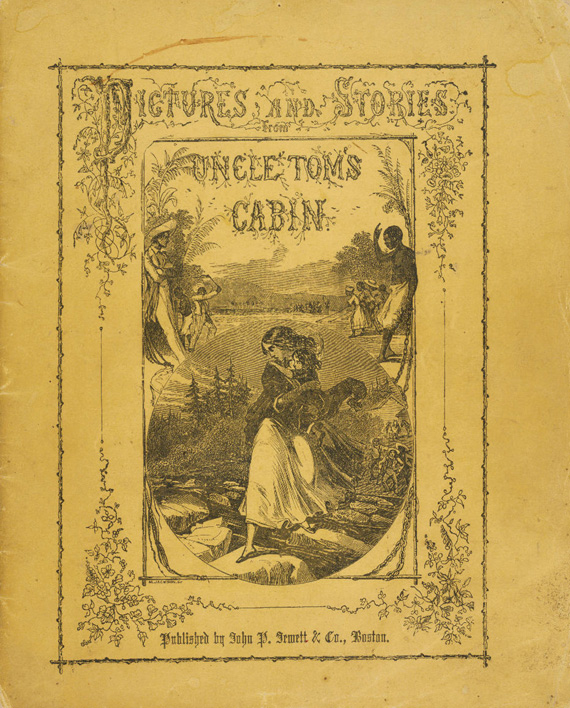
Eliza atravessa o rio Ohio, capa de Pictures and Stories from Uncle Tom's Cabin, Boston: John P. Jewett & Co., 1853.

Apesar deste indiscutível significado, Uncle Tom's Cabin tem sido designado por "uma mistura entre fábulas infantis e propaganda". O romance também tem sido subvalorizado pelos críticos como "apenas um romance sentimental", ao passo que o crítico George Whicher refere no seu Literary History of the United States que "Nada atribuível à Sra. Stowe ou a sua obra pode explicar a enorme popularidade da novela; os recursos do seu autor como fornecedor de ficção para a Escola Dominical não eram notáveis. Ela tinha, no máximo, um conjunto pronto de melodramas, humor e pathos, e desses sentimentos populares ela concebeu o seu livro".
Outros críticos, porém, elogiaram a obra. Edmund Wilson disse que "alguém expor a sua maturidade em Uncle Tom's Cabin poderá ... mostrar uma experiência brilhante". Jane Tompkins refere que o romance é um dos clássicos da literatura americana, e questiona-se se muitos críticos literários não estão a desprezar o livro porque foi muito simplesmente muito popular na sua época.
Ao longo dos anos, os académicos têm concebido várias teorias acerca do que estaria Stowe a tentar transmitir com o seu romance (à parte dos temas óbvios, tal como a condenação da escravatura). Por exemplo, como cristã devota e abolicionista activa, Stowe introduziu muitas das suas crenças religiosas no livro. Alguns estudiosos acham que Stowe viu o seu romance oferecer uma solução para o dilema moral e político que preocupava muitos oponentes à escravatura: se comportamentos proibidos são justificáveis quando se opôe ao mal. Seria o uso da violência para combater a violência da escravatura e acabar com as leis pró-escravatura moralmente aceitáveis? Qual das personagens de Stowe devia ser imitada: o passivo Uncle Tom ou o desafiador George Harris? A solução de Stowe foi semelhante à de Ralph Waldo Emerson: o desejo de Deus devia ser seguido se cada pessoa analisasse os seus princípios e agisse segundo eles.
Os académicos têm também visto o romance como uma forma de expressão dos valores e ideias do Movimento de Livre-arbítrio. Nesta perspectiva, a figura de George Harris representa os princípios do trabalho livre, enquanto a personagem complexa de Ophelia representa aqueles nortistas que toleraram o compromisso com a escravatura. Contrastando com Ophelia está Dinah, que se move pela paixão. Durante o curso da história, Ophelia transforma-se, tal como o Partido Republicano (três anos mais tarde) proclamou que o Norte tinha de se transformar e fazer defender os seus princípios anti-escravatura.
A teoria feminista pode também ser encontrada na história de Stowe como uma crítica à natureza patriarcal da escravatura. Para Stowe, as relações de sangue mais do que as paternais entre os donos e os escravos, formavam a base das famílias. Mais, Stowe via a solidariedade nacional como uma extensão da família de uma pessoa, fazendo com que o sentimento de nacionalidade nascesse de se possuir uma raça partilhada. Consequentemente, Stowe defendia uma colonização africana para escravos livres e não uma integração na sociedade americana.
O livro tem sido visto como uma tentativa de redefinir a masculinidade como um passo necessário em direcção à abolição da escravatura. Nesta perspectiva, os abolicionistas começaram a resistir à visão de homens agressivos e dominantes que a conquista e a colonização do início do século XIX tinham fomentado. Para alterar a noção de masculinidade por forma a que os homens se pusessem contra a escravatura sem porém em causa a sua imagem ou posição na sociedade, alguns abolicionistas basearam-se nos princípios do sufrágio feminino e do Cristianismo, tal como na passividade, elogiando os homens pela sua cooperação, compaixão e espírito cívico. Outros dentro do movimento abolicionista reclamavam por acções masculinas convencionais e agressivas. Todos os homens no romance de Stowe são representações de um tipo ou de outro.

## Criação e popularização de estereótipos

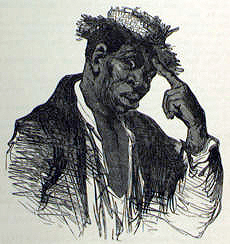
Ilustração de Sam da "Nova Edição" de 188 de Uncle Tom's Cabin. A natureza Sam ajudou a criar o estereótipo do "escurinho feliz" preguiçoso e despreocupado.

Académicos e leitores modernos criticaram o livro por acharem que contém descrições racistas condescendentes das personagens negras do livro, especialmente no que diz respeito às aparências, fala e seu comportamento, bem como a natureza passiva do Uncle Tom ao aceitar seu destino. A utilização no romance de estereótipos comuns sobre os afro-americanos é significativo porque Uncle Tom's Cabin foi o livro mais vendido no mundo durante o século XIX. Como resultado, o livro (juntamente com as suas ilustrações e produções teatrais associadas) desempenharam um papel importante na formação permanente desses estereótipos na mente americana.
Entre os estereótipos dos negros em Uncle Tom's Cabin podem encontrar-se: o"escurinho feliz" preguiçoso e despreocupado Sam; o mulato trágico de pele clara como objecto sexual (nas personagens de Eliza, Cassy e Emmeline); a mãe afectuosa e de pele escura (como Mammy, uma cozinheira na plantação dos St. Clare); o pickaninny, uma criança negra (como Topsy); o Uncle Tom, um afro-americano desejoso de agradar aos brancos. Stowe tinha a intenção de Tom ser um "nobre herói". O seu estereótipo de "tolo subserviente que se inclina perante os brancos", terá resultado da encenação Tom Shows, sobre a qual Stowe não tinha qualquer controlo.
Estas associações negativas ensombraram, até certo ponto, o impacto histórico de Uncle Tom's Cabin como "instrumento vital para a anti-escravatura". O ponto de partida para a alteração da percepção do romance foi um ensaio de James Baldwin intitulado Everybody's Protest Novel. No ensaio, Baldwin caracterizou Uncle Tom's Cabin como "um romance muito mau", racialmente obtuso e de uma rude estética. Nos anos 1960 e 1970, o Black Power e o Black Arts Movement atacaram o romance, com a acusação de que a figura de Uncle Tom tinha "traído a raça", e que Tom fazia os escravos serem piores do que os seus donos. As críticas aos estereótipos do livro também aumentaram durante estes anos. Mais recentemente, contudo, os estudiosos como Henry Louis Gates Jr. realizaram uma nova análise a Uncle Tom's Cabin, e são da opinião de que o livro é um "documento central nas relações raciais americanas e uma exploração moral e política do carácter dessas relações".

## Literatura anti-Tom
Em resposta à Cabana do Tio Tom, escritores do Sul dos Estados Unidos produziram uma série de livros para refutar o romance de Stowe. Esta chamada literatura anti-Tom assumiu, de forma geral, um ponto de vista pró-escravatura, argumentando que as questões da escravidão, tal como descritas no livro de Stowe, eram exageradas e incorrectas. As novelas deste género tendiam a incluir um mestre patriarcal branco bondoso e uma esposa pura, que supervisionavam escravos infantis numa plantação de estilo familiar de bons-princípios. As histórias sugeriam ou afirmavam directamente que os afro-americanos eram pessoas infantis incapazes de viver as suas vidas sem serem supervisionados directamente pelos brancos.
Dentre os livros anti-Tom mais famosos estão The Sword and the Distaff de William Gilmore Simms, Aunt Phillis's Cabin de Mary Henderson Eastman e The Planter's Northern Bride de Caroline Lee Hentz, sendo que a última autora era amiga de Stowe quando as duas viveram em Cincinnati. O livro de Simms foi publicado uns meses depois do romance de Stowe, e contém várias secções e discussões pondo em causa o livro de Stowe e a sua visão da escravatura. O romance de Hentz de 1854, muito lido na época, mas actualmente esquecido, faz uma defesa da escravatura através dos olhos de uma mulher do norte—a filha de um abolicionista—que casa com um proprietário de escravos sulista.
Na década entre a publicação de Uncle Tom's Cabin e o começo da Guerra Civil Americana, foram publicados entre vinte e trinta livros anti-Tom. Dentre estes estão dois livros intitulados Uncle Tom's Cabin As It Is (um de W. L. Smith e o outro de C. H. Wiley) e um livro de John Pendleton Kennedy. Mais de metade destes livros anti-Tom foram escritos por mulheres brancas, com Simms a comentar, num dado momento: "Parece justiça poética ter uma mulher do Norte (Stowe) a receber uma resposta de uma mulher do Sul".

## Adaptações artísticas

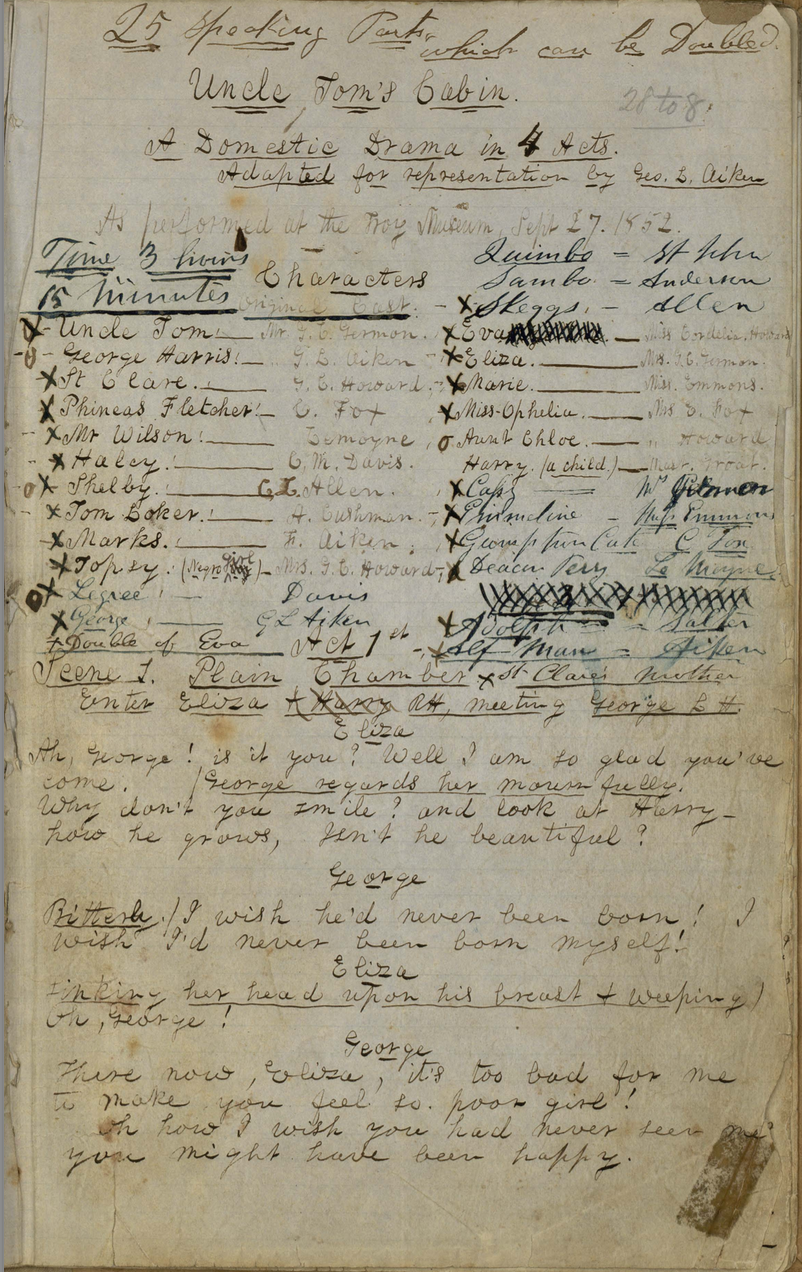
Manuscrito original de George Aiken para sua adaptação teatral de Uncle Tom's Cabin, 1852. Da coleção George C. Howard and Family no Harry Ransom Center.

### Espectáculos de Tom
Apesar de Uncle Tom's Cabin ter sido um best-seller do século XIX, foram mais os americanos que viram a história através do teatro ou de um espectáculo musical do que aqueles que leram o livro. Eric Lott, no seu livro Uncle Tomitudes: Racial Melodrama and Modes of Production, estima que pelo menos três milhões de pessoas terão visto as peças de teatro, cerca de dez vezes mais do que os livros vendidos no primeiro ano da sua edição.
Dadas as fracas leis dos direitos de autor da época, as peças de teatro baseadas em Uncle Tom's Cabin—"Tom shows"—surgiram quando o romance estava a ser publicado como uma série. Stowe recusou autorizar a dramatização do seu livro pois não via com bons olhos esta forma de arte (embora tenha acabado por ir ver a versão de George L. Aiken e, de acordo com Francis Underwood, ficou "deliciada" pela representação de Caroline Howard no papel de Topsy). A produção teatral de Aiken continuou como "a peça de teatro mais popular em Inglaterra e na América durante setenta e cinco anos". A recusa de Stowe em autorizar uma dada versão teatral do seu trabalho deixou a porta aberta para qualquer adaptação, algumas delas colocadas em prática por várias razões políticas, e outras como simples projectos teatrais comerciais.
Na época, não existiam leis de direitos de autor internacionais. Os livros e as peças teatrais foram traduzidos para várias línguas; Stowe não recebeu qualquer dinheiro por isso, o que significaria algo como "três quartos do seu justo e legítimo salário".

### Em palco
Todos os espectáculos de Tom incorporaram elementos de melodrama e menestréis de caras pintadas de negro. Estas actuações variavam muito as suas políticas—algumas mostravam fielmente a perspectiva emocional e anti-escravatura de Stowe, enquanto outras eram mais moderadas, ou mesmo pró-escravatura. Muitas das produções apresentavam caricaturas raciais e pejorativas dos negros, enquanto outras incluíam canções de Stephen Foster (como My Old Kentucky Home, Old Folks at Home e Massa's in the Cold Ground). Os espectáculos mais conhecidos de Tom eram aqueles os de George Aiken e H.J. Conway.
A versão de Aiken é uma das adaptações teatrais mais conhecidas, realizada apenas alguns meses depois da publicação do romance. Este gigante de seis actos também estabeleceu um precedente importante ao ser o primeiro show na Broadway em cena sozinho, sem a realização de outros entretenimentos ou qualquer peça posterior. Grande parte do diálogo de Aiken é uma cópia directa da história de Stowe e incluía quatro números musicais escritos pelo produtor, George C. Howard. Um outro legado desta adaptação é a representação de locais muito diferentes, todos retratados no mesmo palco. Esta representação implicou grandes cenários e marcou um precedente para os futuros dias do cinema. Ao concentrar-se nas situações pouco usuais e desesperadas das suas personagens, Aiken apelou às emoções da sua audiência. Combinando esta abordagem melodramática com o conteúdo do romance de Stowe, Aiken ajudou a criar uma mensagem visual acusatória contra o sistema da escravatura.
As diferentes versões teatrais de Uncle Tom's Cabin "dominaram a cultura popular nortenha... durante vários anos" ao longo do século XIX, e continuaram a ser dramatizadas nos inícios do século XX.
Uma das adaptações controversas de Tom Shows foi a de Walt Disney, lançada pela United Artists em 1933, Mickey's Mellerdrammer. Neste filme, Mickey Mouse e os seus amigos interpretam a sua própria versão de Uncle Tom's Cabin. Mickey Mouse, que era uma personagem com a face originalmente negra, surge num cartaz publicitário com a cara ainda mais carregada e os lábios exagerados e pintados de cor-de-laranja; com patilhas brancas feitas de algodão; as as suas luvas brancas.

### Adaptações para cinema
Uncle Tom's Cabin tem sido adaptado várias vezes para cinema. Muitos destes filmes foram criados durante a época dos filmes mudos (Uncle Tom's Cabin foi dos livros mais adaptados nesta época). Devido à contínua popularidade tanto do livro como dos espectáculos de Tom, as audiências já estavam familiarizadas com as personagens e o enredo, tornando o filme fácil de ser entendido sem palavras audíveis.
A primeira versão cinematográfica de Uncle Tom's Cabin foi uma das primeiras longas-metragens no mundo do cinema (embora o termo longa-metragem, na época, significasse entre 10 a 14 minutos). Este filme de 1903, realizado por Edwin S. Porter, fez uso da blackface nos atores principais, enquanto os atores negros são apenas figurantes. Esta versão era evidentemente semelhante a muitos dos "Shows de Tom" de décadas anteriores, e apresentava vários estereótipos raciais.

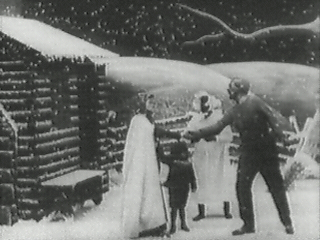
Fotografia da versão de Edwin S. Porter, 1903, de Uncle Tom's Cabin, um dos primeiros longa-metragens. A Imagem mostra Eliza a informar Uncle Tom que ele tinha sido vendido e que ela iria fugir para salvar os seus filhos.

Em 1910, foram produzidas três bobinas pela Vitagraph Company of America e realizada por J. Stuart Blackton, adaptada por Eugene Mullin. Segundo a The Dramatic Mirror, este filme era "uma inovação" em filmes e "a primeira vez que uma companhia americana" lançou um filme dramático em três bobinas. Até lá, os filmes de longa duração tinham 15 minutos de duração e apenas uma bobina. O filme era protagonizado pelos actores Florence Turner, Mary Fuller, Edwin R. Phillips, Flora Finch, Genevieve Tobin e Carlyle Blackwell, Sr.
Pelo menos quatro outras adaptações em filmes foram criadas nas duas décadas seguintes. A última versão em filme mudo foi lançada em 1927. Dirigida por Harry A. Pollard (que interpretou o Uncle Tom numa versão de 1913), este filme de duas horas esteve em produção por mais de um ano e foi o terceiro filme mais caro da era silenciosa, com um custo de 1,8 milhões de dólares. O actor negro Charles Gilpin foi quem originalmente esteve no papel principal, mas foi demitido depois de o estúdio ter decidido que a sua "representação era muito agressiva". James B. Lowe assumiu a personagem de Tom. Este filme apresenta uma versão mais liberal em relação ao livro original, incluindo a alteração da história de Eliza e George, apresentando a Guerra Civil e a Emancipação, e combinando as personagens de Eliza e Emmeline. Outra diferença ocorre depois de Tom morrer: Simon Legree é perseguido por uma aparição do falecido Tom, e morre num esforço inútil para atacar a imagem fantasmagórica.
Os meios de comunicação negros da época elogiaram o filme, mas o estúdio - com receio de uma reacção do público branco e sulista - acabou cortando cenas controversas, incluindo a sequência de abertura do filme num leilão de escravos (no qual uma mãe é separada do seu bebé). A história foi adaptada por Harvey F. Pollard, Thew e A. P. Younger, com texto de Walter Anthony. Teve como actores James B. Lowe, Virginia Grey, George Siegmann, Margarita Fischer, Mona Ray e Madame Sul-Te-Wan.
Durante várias décadas após o fim da era dos filmes mudos, o tema do livro foi considerado demasiado sensível para mais adaptações cinematográficas. Em 1946, a Metro-Goldwyn-Mayer ainda considerou filmar a história mas suspendeu as gravações após protestos da NAACP.
Em 1965, foi lançada um versão em língua alemã realizada por Géza von Radványi, Onkel Toms Hütte, sendo introduzida nos Estados Unidos pelo produtor de filmes do gênero exploitation Kroger Babb.
A versão mais recente do filme data de 1987, realizado por John Gay - Uncle Tom's Cabin. Era protagonizado por Avery Brooks, Phylicia Rashad, Edward Woodward, Jenny Lewis, Samuel L. Jackson e Endyia Kinney.
Para além das adaptações do filme, foram produzidas versões de Uncle Tom's Cabin em outros formatos. No Brasil, a versão adaptada de A Cabana do Pai Tomás foi produzida como novela pela Rede Globo; com 205 episódios, foi transmitida entre Julho de 1969 e Março de 1970.
Foram, também, produzidos desenhos animados, salientando-se o de Bugs Bunny, Southern Fried Rabbit (1953), no qual Bugs disfarça-se de Uncle Tom; Uncle Tom's Bungalow (1937), da Warner Brothers por Tex Avery; Eliza on Ice (1944), um dos primeiros cartunes de Mighty Mouse produzidos por Paul Terry; e Uncle Tom's Cabaña (1947), um cartune de oito minutos realizado por Tex Avery.
Uncle Tom's Cabin influenciou vários filmes, incluindo The Birth of a Nation. Este filme muito controverso de 1915, inclui uma cena de grande dramatismo passada numa cabana de escravos, semelhante à de Uncle Tom, onde vários sulistas brancos se juntam com os seus antigos inimigos, os soldados yankee para defender, de acordo com as legendas do filme, o seu "direito ariano". De acordo com historiadores, esta reutilização de uma imagem familiar de uma cabana de escravos, teve uma boa aceitação, e foi compreendida pelo público daquele tempo.
Destacam-se, ainda, outros filmes influenciados por, ou fazendo uso da obra, como: Dimples (filme de 1936 com Shirley Temple), Uncle Tom's Uncle, (episódio da série Our Gang, de 1926), e o seu remake de 1932 Spanky, o musical de Rodgers and Hammerstein The King and I (no qual um bailado chamado Small House of Uncle Thomas é desempenhado ao estilo tradicional siamês), e Gangs of New York (no qual as personagens de Leonardo DiCaprio e Daniel Day-Lewis estão inseridos numa adaptação imaginada em tempo de guerra de Uncle Tom's Cabin).